# Duque da Gestrícia
A titular atual do Ducado da Gestrícia e Helsíngia é, desde 1982, a Princesa Madalena. Desde 1772, os Príncipes e Princesas suecos ostentam os títulos de Duques e Duquesas de várias províncias históricas do país. Este título tem apenas um caráter nominal.